# Großsteingrab Engeo 2
Das Großsteingrab Engeo 2 ist eine nur in Resten erhaltene megalithische Grabanlage der jungsteinzeitlichen Trichterbecherkultur bei Engeo, einem Stadtteil von Bremervörde im Landkreis Rotenburg (Wümme) (Niedersachsen).

## Lage
Das Grab befindet sich etwa 1 km südwestlich des südlichen Ortsausgangs von Engeo auf einem Feld im Flurstück „Steinberg“. Etwa 1,6 km nordnordöstlich befand sich das zerstörte Großsteingrab Engeo 1.

## Beschreibung
Die Anlage besitzt einen länglichen, ost-westlich orientierten Hügel mit einer erhaltenen Länge von 26 m, einer Breite von 21 m und einer Höhe von 1 m. Nord- und Südseite sind angepflügt; hierdurch wurden viele kleine Findlinge freigelegt. In der Mitte des Hügels befindet sich eine Einsenkung, in der mehrere größere Steine liegen. Ernst Sprockhoff zählte 1927 sieben Steine bzw. Bruchstücke. Im niedersächsischen Denkmalverzeichnis ist keine genaue Zahl genannt. Ein Stein weist eine Sprengrille auf. Die Anlage ist im Denkmalverzeichnis als Großsteingrab verzeichnet, Sprockhoff hingegen wollte ohne nähere Untersuchung keine genaue Zuordnung vornehmen.